# Phakalane Golf Club
De Phakalane Golf Club is een golfclub in Gaborone, Botswana en werd opgericht in 2002. Echter, de golfbaan bevindt zich in Phakalane, een klein dorp dat 15 km ten noordwesten van Gaborone ligt.
De golfbaan behoort bij een lokale hotelresort en is een van de drie 18-holes golfbaan in Botswana.
Sinds de oprichting, ontving de golfclub twee keer het Botswana Open, een golftoernooi dat toen op het kalender stond van de Sunshine Tour als FNB Botswana Open, in 2003 en 2005.